# Dolcetto di Dogliani

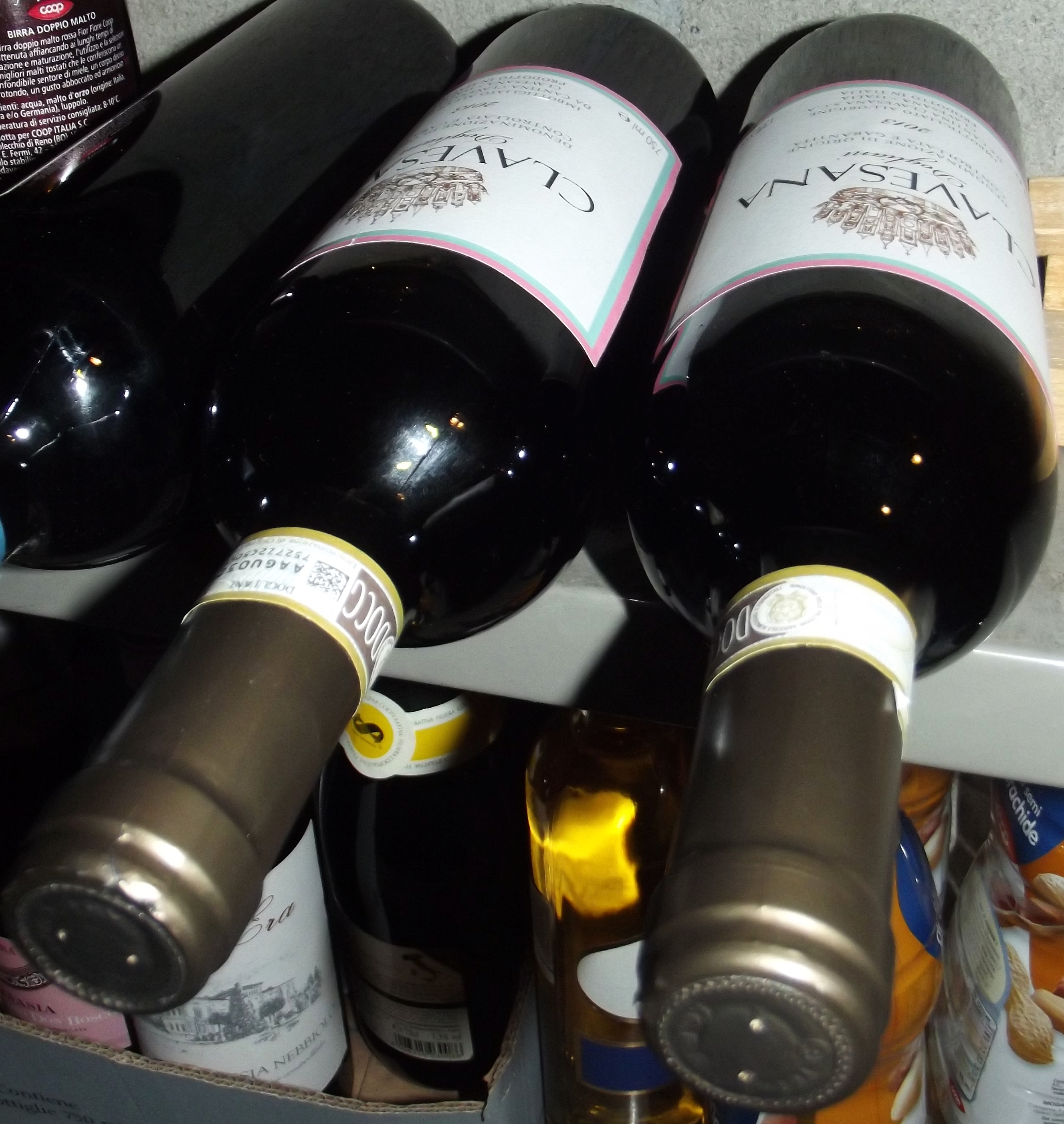
Dogliani DOCG 2013

Dolcetto di Dogliani is een Italiaanse rode wijn uit de provincie Cuneo, Piëmont.

## Variëteiten
Dogliani is een droge rode wijn.

## Kwaliteitsaanduiding
De wijn ontving in 2005 de DOCG-status. 

## Toegestane druivensoorten
De wijn wordt voor 100% gemaakt van de druif Dolcetto. 

## Productiegebied
De wijn wordt geproduceerd in de provincie:
- Cuneo

Bastia, Belvedere Langhe, Clavesana, Ciglié, Dogliani, Farigliano, Monchiero, Rocca di Ciglié en delen van de gemeenten Roddino en Somano.

## Productie-eisen
Het minimale natuurlijk alcoholvolumegehalte moet 11,5 - 14% zijn. Vanaf 13% mag de wijn de naam "Dolcetto di Dogliani Superiore" dragen. Voor verkoop moet de wijn minstens een jaar bij de wijnboer rijpen waarvan minstens 6 maanden in eikenhouten vaten.

## Externe verwijzing en Referentie
- Agraria